# Pi, Chengdu
Pi, även romaniserat som Pihsien, är ett härad i Sichuan-provinsen i sydvästra Kina.
Under svältkatastrofen under det Stora språnget 1958-62 hörde Pi härad till de hårdast drabbade orterna.